# Монарх золотий
Монарх золотий (Carterornis chrysomela) — вид горобцеподібних птахів родини монархових (Monarchidae). Мешкає в Індонезії та Папуа Новій Гвінеї.

## Опис
Довжина птаха становить 12,5-14 см. Виду притаманний статевий диморфізм. Самці мають яскраво-золотисте забарвлення, горло, щоки, крила і хвіст у них чорні, дзьоб сизуватий, очі темно-карі, під очима характерний краплеподібний візерунок, утверений білими перами. У представників підвиду C. c. pulcherrimus спина золоиста, у інших — чорна. Самиці зеленувато-оливкові з жовтуватими нижніми частинами тіла, чорний колір в їх забарвленні відутній. У самиць чорні дзьоби, під очима характерні краплеподібні плями.

## Підвиди
Виділяють дев'ять підвидів:
- C. c. aruensis (Salvadori, 1874) — південний захід Нової Гвінеї, острови Ару;
- C. c. melanonotus (Sclater, PL, 1877) — острови Західного Папуа, північний захід Нової Гвінеї;
- C. c. kordensis (Meyer, AB, 1874) — острів Біак[en];
- C. c. aurantiacus (Meyer, AB, 1891) — північ Нової Гвінеї;
- C. c. nitidus (De Vis, 1897) — схід і південний схід Нової Гвінеї, архіпелаг Луїзіада;
- C. c. pulcherrimus (Salomonsen, 1964) — острів Дьяул[en];
- C. c. chrysomela (Lesson, R & Garnot, 1827) — острови Новий Гановер[en] і Нова Ірландія;
- C. c. whitneyorum (Mayr, 1955) — острів Ліхір;
- C. c. tabarensis (Mayr, 1955) — острів Табар[en].

## Поширення і екологія
Золоті монархи поширені від острвів Ару на заході до островів Д'Антркасто та архіпелагу Бісмарка на сході. Вони живуть в тропічних лісах.

## Поведінка
Золоті монархи є переважно комахоїдними. Вони шукають здобич в кронах дерев і рідко спускаються на землю. Часто приєднуються до змішаних зграй птахів разом з жовточеревими ріроріро і довгодзьобими малюрами.